# アルフレート・ヴァルター
アルフレート・ヴァルター（Alfred Walter, 1929年5月8日 ヴォラリ - 2004年3月7日 ブリュッセル）は、オーストリアの指揮者。

## 経歴
オーストリア人の両親のもと、チェコスロヴァキア、ズデーテン地方 ヴァレルン（現在はチェコ・南ボヘミア州ヴォラリ）に生まれる。グラーツ大学で学んだ。
1948年にラーヴェンスブルク歌劇場の副指揮者に就任。1951年にグラーツ歌劇場の指揮者となり、同時期バイロイトでハンス・クナッパーツブッシュやカール・ベームの助手を務めた。1966年から1969年まで南アフリカのダーバン交響楽団で首席指揮者を務め、1970年から15年間ミュンスター市立劇場の音楽総監督に任ぜられた。ウィーン国立歌劇場にも客演を重ね、1980年にグスタフ・マーラー協会より金賞を、1986年にはオーストリア政府より教授号を授与されている。1984年より3年間ブリュッセルのRTBF交響楽団で首席指揮者を務めた後はフリーランスとして活動した。

## 録音
ナクソス及びマルコポーロ・レーベルに録音があり、主なものにヨハン・シュトラウス2世の作品集（約20枚）、ヴィルヘルム・フルトヴェングラーの交響曲全集、ルイ・シュポーアの交響曲全集（未完の10番を除く）などがある。